# 甘彦龙
甘彦龙（1940年—），男，河北定县人，中国航空模型运动员，运动健将。曾获体育运动荣誉奖章。
曾任中华人民共和国第七届运动会竞赛委员会常务副主任、仲裁委员会主任、国家体委模型处副处长等，1979年、1980年等全国性航空模型赛事总裁判。